# Любчо Андоновски
Любчо Андоновски (на македонска литературна норма: Љупчо Андоновски) е разузнавач, бивш директор на Управлението за сигурност и контраразузнаване на Република Македония.

## Биография
Любчо Андоновски е роден в Титов Велес. През 1987 г. завършва криминалистика във Факултета за сигурност в Скопие, а през 2010 в частния |ФОН университет става магистър по сигурност.
Андоновски от 1987 г. работи в структурите на Министерство на вътрешните работи. През 2006-2015 е началник отдел в Управлението за сигурност и контраразузнаване. След Кумановския инцидент и оставката на Сашо Миялков на 26 май 2015 г. правителството на Никола Груевски го назначава за директор на Управлението за сигурност и контраразузнаване. На 1 септември 2016 г. е наследен от Владимир Атанасовски.